# DoDonPachi Unlimited
DoDonPachi Unlimited est un jeu vidéo de type shoot 'em up développé par Cave et édité par mobirix, sorti en 2017 sur iOS et Android. Il s'agit d'un manic shooter. Le jeu adopte un modèle économique free-to-play.
Il est basé sur l'exclusivité japonaise DoDonPachi Ichimen Banchou sorti en 2015 sur iOS.

## Accueil
- Canard PC : 4/10[1]